# يوشينويا

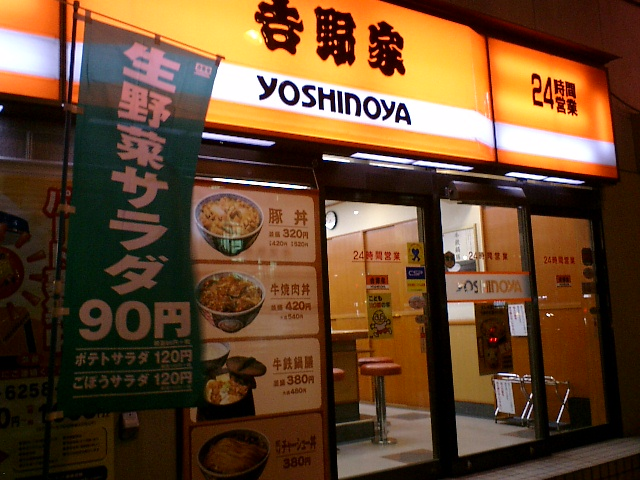
واجهة لأحد مطاعم يوشينويا في أوساكا، اليابان

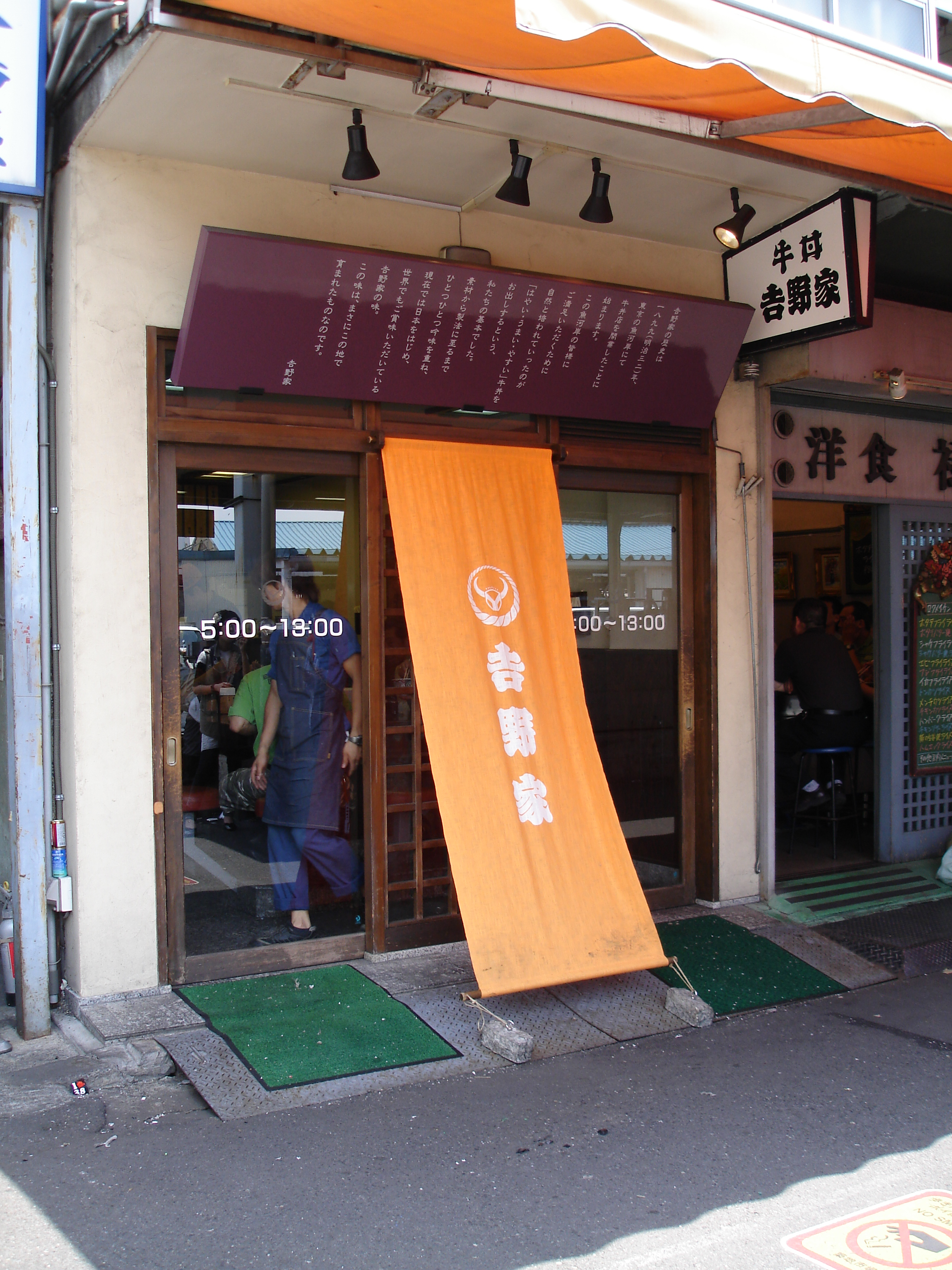
مطعم يوشينويا الرئيسي في سوق تسوكيجي للأسماك.

سلسلة مطاعم يوشينويا (吉野家, Yoshinoya) تأسست عام 1899 وتعتبر أكبر سلسلة مطاعم صحن لحم البقر beef bowl ومن أكبر سلاسل مطاعم الوجبات السريعة في اليابان. غالباً ما يتم اختصار اسمها إلى (يوشي غيو) ومعناها (لحم بقر يوشينويا). شعار هذه السلسة هي السعر الرخيص، السرعة في الخدمة واللذة في المذاق.

## التاريخ
في عام 2000 بدأت سلسلة مطاعم يوشينويا حرب خفض الأسعار في اليابان ضد مطاعم الوجبات السريعة الأخرى مثل ماكدونالدز وذلك ببيع صحن لحم البقر (غيودون) بمبلغ 280 ين ياباني.
في عام 2001، عند انتشار مرض جنون البقر تضررت صناعة طعام لحم البقر بشكل كبير.
في عام 2003 أوقفت اليابان استيراد لحم البقر الأمريكي بسبب حالة مرض جنون البقر التي تم اكتشافها في واشنطن وبذلك انقطعت أهم واردات مطاعم يوشينويا من لحم البقر والذي هو المكون الأساسي لأطباق المطعم. مما اضطر الشركة إلى إيقاف طبق لحم البقر (غيودون) للمرة الأولى في تاريخ الشركة. وفي 11 شباط 2004 أثار إعلان الشركة إزالة طبق لحم البقر من قائمتها موجة عارمة في اليابان حيث هرع الناس للاصطفاف أمام مطاعم يوشينويا لتذوق آخر أطباقها من لحم البقر. بعد ذلك تحولت الشركة لتقديم أطباقها من لحم الخنزير (بوتادون) بدلاً من البقر. إلا أن مطاعم يوشينويا في أمريكا استمرت في تقديم أطباق لحم البقر.
في عام 2005، وافقت اليابان على رفع الحظر عن استيراد لحم البقر الأمريكي مما فتح الفرصة لإعادة قائمة لحم البقر إلى مطاعم يوشينويا، إلا أن الحظر عاد مرة أخرى بعد شهر من قرار رفع الحظر وذلك بعد اكتشاف المراقبين بعض أجزاء الأبقار الممنوعة الاستيراد (أجزاء من النخاع الشوكي) ضمن شحنة لحوم متوجهة من أمريكا إلى اليابان. وفي شهر حزيران من العام 2006 تم رفع الحظر مرة أخرى وعادت قائمة لحم البقر إلى مطاعم يوشينويا ليوم واحد تجريبي في 18 أيلول 2006، وبشكل نهائي في الأول من تشرين الأول لعام 2006.

## أماكن الانتشار
تتنتشر مطاعم يوشينويا في العديد من دول العالم
- اليابان
- أستراليا
- هونغ كونغ
- الصين
- ماليزيا (لا يقدم لحم الخنزير بسبب التعاليم الدينية للدولة)
- سنغافورة
- تايوان
- الولايات المتحدة الأمريكية (كاليفورنيا، لاس فيغاس، نيويورك)
- الفلبين

## وصلات خارجية
- الموقع الرسمي باللغة الإنكليزية